# Ricardo Pierre-Louis
Ricardo Pierre-Louis (ur. 2 listopada 1984 w Léogâne) – haitański piłkarz występujący na pozycji napastnika.

## Kariera klubowa
Pierre-Louis karierę rozpoczynał w 2002 roku w AS Cavaly. W 2005 roku został studentem amerykańskiej uczelni Lee University i kontynuował karierę w tamtejszej drużynie piłkarskiej, Lee Flames. W 2007 roku został graczem klubu Cape Cod Crusaders z ligi USL Premier Development League, stanowiącej czwarty poziom rozgrywek. W 2008 roku poprzez MLS SuperDraft trafił do Columbus Crew. W sezonie 2008 nie rozegrał tam jednak żadnego spotkania. W 2009 roku przeszedł do Cleveland City Stars z USL First Division (II poziom). Po sezonie 2009 odszedł z tego klubu.

## Kariera reprezentacyjna
W reprezentacji Haiti Pierre-Louis zadebiutował w 2004 roku. W 2007 roku został powołany do kadry na Złoty Puchar CONCACAF. Zagrał na nim w meczach z Kostaryką (1:1) i Kanadą (0:2), a Haiti zakończyło turniej na fazie grupowej.